# Маури, Мусекела Пакоме
Мусекела Пакоме Маури (англ. Musekela Pacome Mauri; 5 февраля 1990, Сан-Педро, Кот-д’Ивуар) — ивуарийский футболист, нападающий. В составе футбольного клуба «Николаев» 26 апреля 2017 года играл в полуфинале Кубка Украины против киевского «Динамо».

## Игровая карьера
Родился 5 февраля 1990 года в городе Сан-Педро (Кот-д’Ивуар). Футболом начинал заниматься в своём родном городе в команде «Сампа». Современем переехал в Ливию, где выступал за клуб «Вагда». В начале 2010-х годов перебрался на Украину для прохождения просмотра в луцкой «Волыни». Не сумев закрепиться в составе лучан, Маури всё же остался на Украине. Играл на местном любительском уровне за команды Харьковской области, где познакомился с Юрием Булычёвым. По совету этого футболиста тренер МФК «Николаев» Руслан Забранский пригласил Пакоме на просмотр в свою команду. Летом 2016 года ивуариец провёл сборы с корабелами, но не смог убедить руководство клуба оставить его. Через полгода Пакоме вновь тренировался с «Николаевом», хорошо проявил себя в товарищеских матчах и на этот раз заключил контракт.
В первой лиге дебютировал 18 марта 2017 года в домашней игре против «Ингульца». 26 апреля 2017 года в составе николаевцев играл в полуфинале Кубка Украины. В первом сезоне за корабелов не забил ни одного гола. По словам Забранского, Морис хорошо выглядел на сборах, …а вот в матчах чемпионата ивуарийца будто подменили.